# Cosme de Médici
Cosimo di Giovanni de Medici (en italiano) o Cosme el Viejo (Florencia, 27 de septiembre de 1389-Villa medicea de Careggi, 1 de agosto de 1464) fue un político y banquero italiano, fundador de la dinastía de los Médici, dirigentes efectivos de Florencia durante una buena parte del Renacimiento italiano.

## Carrera
Cosme de Médici fue el hijo de Juan de Médici y Piccarda Bueri.
En 1415 regresó a Florencia y contrajo matrimonio con Contessina Bardi, la cual pertenecía a la familia Bardi. Vivió un tiempo en el palacio de Bardi, hasta que en 1444 mando a Michelozzo a construir al palacio Medici Ricardi. Cosme como miembro de los Diez de Guerra, se opuso al régimen oligárquico por entonces establecido en Florencia, en el que prevalecía la familia rival de los Albizzi. La influencia de Cosme de Médici, dotado de un excepcional sentido político, adquirió más importancia cuando el jefe de la oligarquía Rinaldo degli Albizzi lo hizo arrestar en 1433 acusándole de malversación. Fue encarcelado en el Palazzo Vecchio y enviado al exilio durante diez años. Cosme se instaló en Venecia, con apoyo del papa Eugenio IV, sin perder el contacto con los partisanos.
Albizzi mantuvo un duro enfrentamiento con sus enemigos; ni su prestigio, ni su dinero intimidó a sus adversarios, un año más tarde en 1434, Cosme consiguió la anulación de su pena, por lo que regresó a Florencia. Triunfante y aclamado por el pueblo desterró a su rival. Como su padre, en otro tiempo, fue nombrado gonfaloniere de Florencia durante ese mismo año, puesto civil que le permitió llevar a cabo sus deseos políticos. Intentando convertir a su familia en el árbitro del estado florentino. Impulsó la política exterior y ejerció, por medio de la misma, una gran influencia en toda Italia. Una de las reformas  constitucionales que realizó fue la creación  en 1458 del Consejo de los Cien, a propuesta del banquero Luca Pitti. Utilizó para este fin, y en diferentes direcciones, su extraordinaria fortuna proveniente de la banca heredada de su padre, que poseía varias filiales en diversos Estados italianos y en el extranjero, con ello ejerció una política exterior exitosa, estableció  una relación de paz con los estados enemigos como el ducado de Milán. Se le puede considerar como el hombre que obtuvo mayores ingresos en la empresa comercial de la familia Medici. Dio su apoyo a Brunelleschi para terminar la cúpula del domo de Florencia.
Fundador del mecenazgo de los Médici, amante del arte y de las ciencias, puso al servicio de ellas su fortuna con la liberalidad de un gran señor, y toda Florencia siguió su ejemplo; y aunque no poseía habilidades para escribir literatura, realizó diversas contribuciones para que se conservasen bibliotecas. Por ejemplo, como regalo al filósofo florentino Marsilio Ficino le obsequió la villa medicea de Careggi para que allí se realizaran estudios sobre el pensamiento de Platón. Fue un gran coleccionista e inspirado por su propio interés hacia la producción artística se hizo aconsejar por Donatello, con el que entabló amistad; este lo animó en sus adquisiciones artísticas. Por no mencionar nuevamente la contribución de la Cúpula de Santa María de Fiore que fue un gran pie a que la ciudad de Florencia tome la importancia que tiene hoy en día con respecto al Renacimiento.
Cosimo recibió la colección de su ayudante y bibliotecario Niccolo Niccoli (800 volúmenes) y la depositó en una sala del convento de San Marcos de Florencia diseñada por Michelozzo 1441. Este fue el primero de sus donativos a iglesias y conventos, después erigió el noviciado de Santa Croce e invirtió en la reconstrucción de San Lorenzo. Una característica de su mecenazgo fue combinar las empresas de construcción con la obtención de libros humanistas.  Sin embargo en construcciones particulares fue moderado,  ya que hasta 1444, mandó remodelar su palacio, dejando la decoración anterior. Escogió el proyecto más modesto de Michelozzi, el palacio tenía una fachada con características de la tradición medieval y no fue terminado hasta 1460. También creó la biblioteca de San Jorge El Mayor en Venecia y el de la Abadía de Fiesole. En sus monasterios e iglesias la magnificencia de Cosimo tuvo por modelo la excelencia divina.
Lorenzo el Magnífico en sus Ricordi habla sobre los últimos días en vida de su abuelo en los cuales sufrió de dolor a causa de la gota, causa por la que murió el primero de agosto de 1464.

## Política cultural

### Condiciones previas
Incluso el patrocinio era un arma en manos de Cosimo, pensada como una inversión propagandística final. Protegiendo a los artistas, financiando los literati y patrocinando la construcción de edificios públicos, decretó la consagración para patinar con quien será conocido por la posteridad. Su extraordinaria sabiduría fue la de nunca disociar su nombre del de Florencia, permitiéndole mostrarse ante sus conciudadanos como un benefactor de la ciudadanía, en lugar de como un oligarca altivo. Además, Cosimo también estaba interesado en la restauración de edificios fuera de Florencia, a veces distantes de la capital de la Toscana, a miles de kilómetros: el Colegio de Italianos en París, destruido; y el hospicio de peregrino de Jerusalén.

### Mecenazgo público
Cosimo patrocinó a notables artistas como Donatello y Fra Angélico. También fue uno de los primeros Médici en incursionar en la obra pública. Fundó y refaccionó varios edificios como el convento de San Marcos, la Basílica de San Lorenzo o la Badia Fiesolana entre otras obras. Pero su mayor patrocinio fue a Brunelleschi para realizar la obra más importante de la época, la cúpula de la catedral de Santa María del Fiore.

### Mecenazgo privado
También tenía una colección privada de arquitectura y arte, como su propia casa La villa Médici y numerosas obras de arte de artistas contemporáneos a él.

## Descendencia
Cosme se casó hacia 1414 con Contessina Bardi; tuvieron dos hijos:
- Pedro I de Médici (1416-1469)
- Juan de Cosme de Médici (1421-1463)

De su unión con una esclava circasiana llamada Magdalena; tuvo un hijo ilegítimo:
- Carlos de Cosme de Médici (1428-1492)

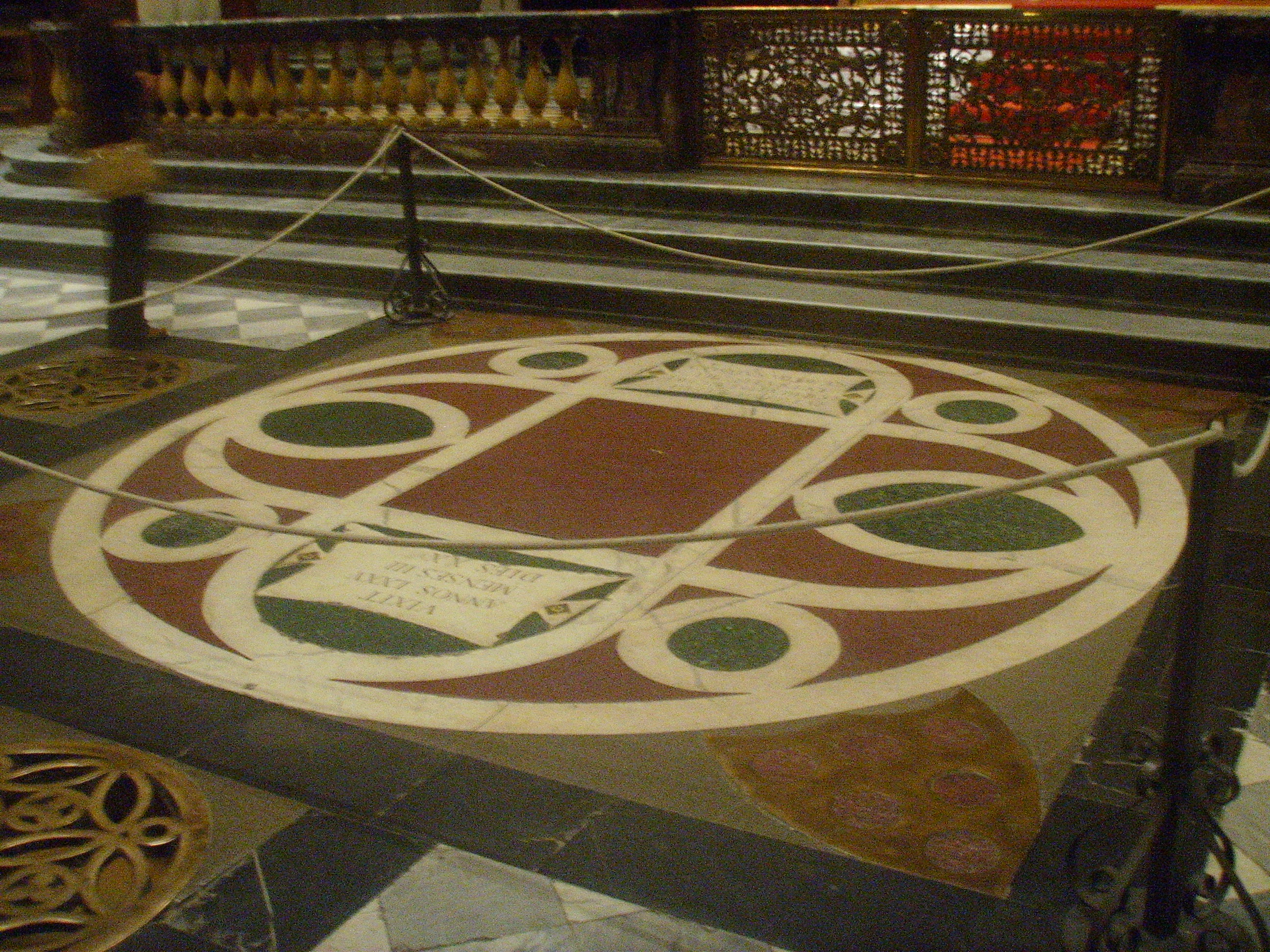
La tumba de Cosme de Médici en San Lorenzo, Florencia.

## Cita
Se nos ha ordenado perdonar a nuestros enemigos, pero no está escrito, en parte alguna, que debamos perdonar a nuestros amigos.
Cosme de Médici

## En la ficción
En 2016 Cosme es interpretado por el actor Richard Madden en la primera temporada de la serie Medici: Masters of Florence.

## Sucesión
| Predecesor: Rinaldo degli Albizzi (de facto) | Señor de Florencia 1434-1464 | Sucesor: Pedro de Cosme de Médici |